# Sulamicerus stali
Sulamicerus stali är en insektsart som beskrevs av Franz Xaver Fieber 1868. Sulamicerus stali ingår i släktet Sulamicerus och familjen dvärgstritar. Inga underarter finns listade i Catalogue of Life.